# Reignier-Esery
Reignier-Esery (formerly Reignier) là một xã trong tỉnh Haute-Savoie thuộc vùng Auvergne-Rhône-Alpes đông nam Pháp.